# Okuń
Okuń (Ocunye, Okonie, Okunie) – polski herb szlachecki o niepewnym wizerunku.

## Opis herbu
Istnieją rozbieżne poglądy na to, jak wyglądał herb Okuń.
Kasper Niesiecki blazonował herb następująco:
W polu rogacina podwójnie przekrzyżowana, zaćwieczona na kuli-świecie.
Klejnot – trzy pióra strusie.
Tak samo herb opisuje Seweryn Uruski.
Stanisław Chrząński przypisuje herbowi zieloną tynkturę pola, zaś barwę kuli błękitną ze złotym okuciem. Tadeusz Gajl zaczerpnął barwę pola od Chrząńskiego, ale barwę godła pozostawił nieznaną.
Józef Szymański nie zgadza się z tą rekonstrukcją, twierdząc, że herb Okunie, zaginiony w XVI wieku, jest nieznany z wizerunku.
Według Stanisława Dziadulewicza natomiast, herb ten jest tożsamy z Beliną, a Okunie to jedno z zawołań Beliny.

## Najwcześniejsze wzmianki
Pierwsza wzmianka pisana z 1435. Zaginął według Szymańskiego w XVI wieku.

## Etymologia
Według Szymańskiego, Okunie jest nazwą imionową lub obrazową.

## Herbowni
Lista nazwisk znajdująca się w artykule pochodzi z Herbarza polskiego Tadeusza Gajla. Według jego ustaleń, herb Okuń przysługiwał 10 rodzinom herbownych o nazwiskach:
Ichnatowicz, Janczewski, Okoniewski, Okoniowski, Okoński, Okuniek, Okuniewicz, Okuniowski, Okuń, Pieńkowski.